# Comisión Panamericana de Normas Técnicas
Die Comisión Panamericana de Normas Técnicas (COPANT) (Panamerikanische Normungskommission) ist ein zivilgesellschaftlicher gemeinnütziger Verein. Er besteht aus den National Standards Bodies (NSB) of the Americas und hat zurzeit 32 aktive und 10 assoziierte Mitglieder.
COPANT ist die offizielle Normungsorganisation für technische Normung und Konformitätsbewertung für die Länder Süd- und Mittelamerikas. Sie ist die regionale Einheit der Brasilianischen Vereinigung für Technische Normen Associação Brasileira de Normas Técnicas (ABNT). Die ABNT war Gründungsmitglied der COPANT.
Das jährliche Budget ergibt sich aus dem Verkauf von Publikationen, Mitgliederbeiträgen, Zertifizierungsleistungen, Schulungsmaßnahmen, gebührenpflichtigen Programmen und internationalen Standardisierungsvorhaben.
Mitglieder sind unter anderem: Instituto Argentino de Normalization y Certification, Bahamas Bureau of Standards and Quality, Barbados National Standards Institution, Belize Bureau of Standards, Instituto Boliviano de Normalization y Calidad, Asociacion Brasileira de Normas Tecnicas.
COPANT hat mit den drei europäischen Normungsorganisationen CEN, CELENEC und ETSI im Januar 2009 eine Absichtserklärung, zum Informations- und Meinungsaustausch, getroffen.